# Đồng Kỵ
Đồng Kỵ là một phường thuộc thành phố Từ Sơn, tỉnh Bắc Ninh, Việt Nam.

## Địa lý
Phường Đồng Kỵ nằm ở phía bắc thành phố Từ Sơn, có vị trí địa lý:
- Phía đông giáp các phường Đồng Nguyên và Tam Sơn
- Phía tây giáp phường Phù Khê
- Phía nam giáp các phường Trang Hạ và Châu Khê
- Phía bắc giáp phường Hương Mạc.

Phường có diện tích 3,34 km², dân số năm 2008 là 15.997 người, mật độ dân số đạt 4.785 người/km².

## Lịch sử
Trước Cách mạng Tháng Tám năm 1945, Đồng Kỵ là một xã thuộc tổng Nghĩa Lập, huyện Đông Ngàn. Tên nôm của Đồng Kỵ là Cời (Kẻ Cời).
Sau Cách mạng tháng Tám năm 1945, đơn vị hành chính cấp tổng bị giải thể, đơn vị hành chính cấp xã cũ được giữ nguyên và trực thuộc huyện Từ Sơn.
Ngày 9 tháng 7 năm 1949, Ủy ban Kháng chiến Hành chính Liên khu I ra Quyết định số 422PC/2 sáp nhập hai xã Đồng Kỵ với xã Trang Hạ thành xã Đồng Quang.
Ngày 24 tháng 9 năm 2008, Chính phủ ban hành Nghị định 01/NĐ-CP. Theo đó:
- Chuyển huyện Từ Sơn thành thị xã Từ Sơn
- Thành lập phường Đồng Kỵ thuộc thị xã Từ Sơn trên cơ sở 334,29 ha diện tích tự nhiên và 15.997 người của xã Đồng Quang.

Ngày 1 tháng 11 năm 2021, thành lập thành phố Từ Sơn trên cơ sở toàn bộ diện tích và dân số của thị xã Từ Sơn, phường Đồng Kỵ thuộc thành phố Từ Sơn như hiện nay.

## Kinh tế
Đồng Kỵ từ lâu vốn nổi tiếng với nghề sản xuất các sản phẩm thủ công mỹ nghệ từ gỗ. Những sản phẩm đồ gỗ tại Đồng Kỵ không chỉ được sản xuất để phục vụ nhu cầu của khách hàng trong nước mà còn được xuất khẩu ra nhiều nước trên thế giới và được khách hàng đánh giá cao về chất lượng cũng như kiểu dáng.

## Văn hóa
Hằng năm cứ vào mùng 4 Tết Âm lịch, người dân làng Đồng Kỵ mở lễ hội rước pháo. Hội rước pháo làng Đồng Kỵ nổi tiếng khắp cả nước bởi duy trì được nét truyền thống đặc sắc. Năm 2016, hội Đồng Kỵ, trong đó có hội rước pháo vinh dự là 1 trong 15 di sản văn hóa phi vật thể quốc gia đã được Bộ Văn hóa, Thể thao và Du lịch công nhận.